# Rushing Beat
Rushing Beat (ラッシング・ビート?) är en serie beat 'em up-spel som släpptes under det tidiga 1990-talet.

## Spel
| Titel             | Släppår |
| ----------------- | ------- |
| Rival Turf!       | 1992    |
| Brawl Brothers    | 1992    |
| The Peace Keepers | 1993    |

### Fotnoter
1. ↑  ”Rushing Beat series” (på engelska). Mobygames. http://www.mobygames.com/game-group/rushing-beat-series. Läst 9 maj 2015.